# Сухий Фонтан
Сухий Фонтан — місцевість в історичній частині Миколаєва, у західній частині міста, в межах Заводського та Центрального районів.

## Історія

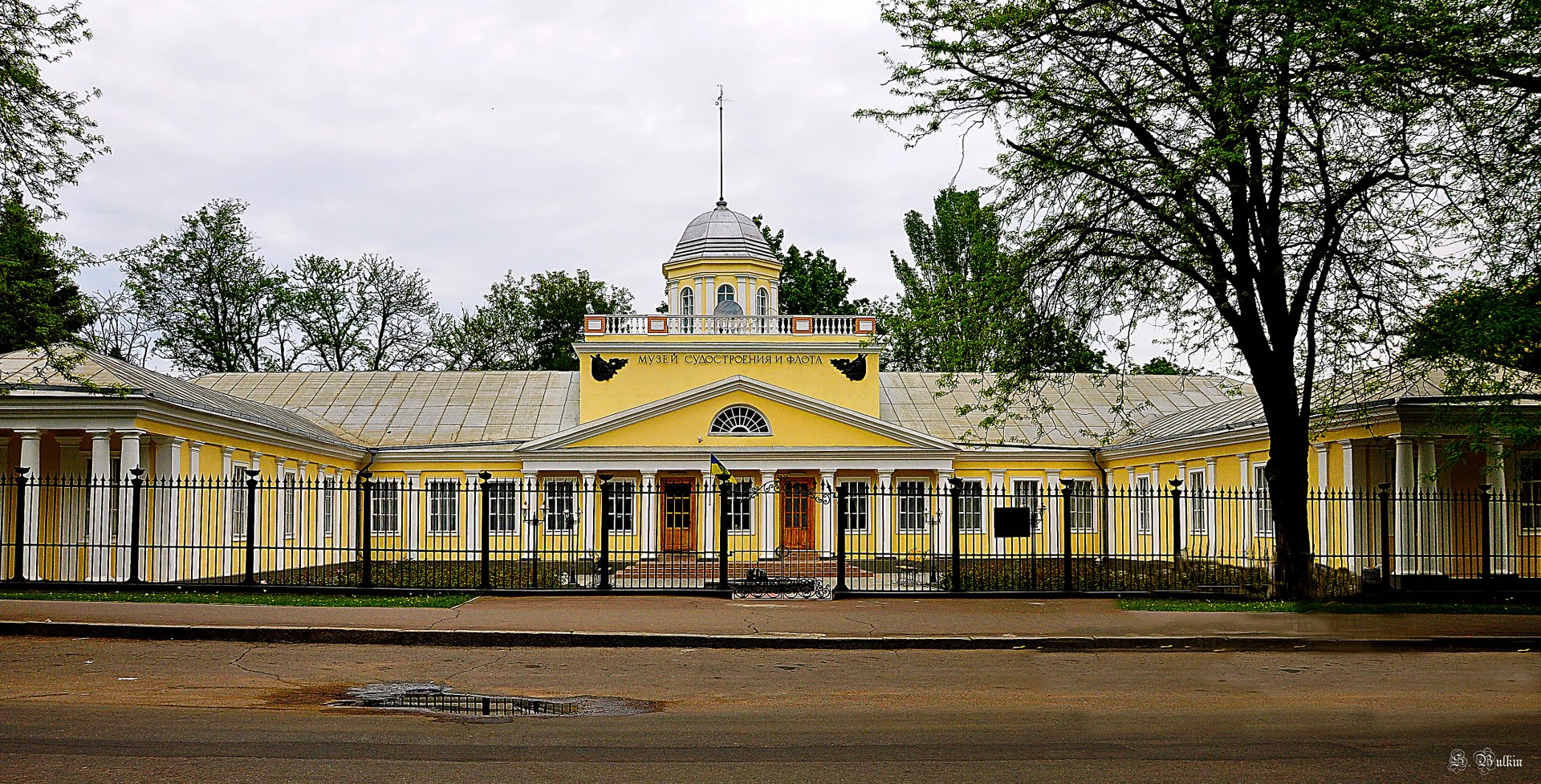
Будинок Головного командира Чорноморського флоту

«Сухим Фонтаном» в нині називається мікрорайон міста, що розташований на території урочища «Сухий фонтан» — великої ділянки на узбережжі Бузького лиману на Миколаївському півострові, що знаходився у північній частині Спаського урочища. У цій місцевості за часів правління адмірала Миколи Мордвинова, у третього Спаського джерела був розбитий великий Казенний фруктовий сад, що належав флоту. За планом розвитку міста (близько 1794 року) тут передбачалося спорудження палацу з парком (напевно нового будинку головного командира Чорноморського флоту). Назву «Урочище Сухий Фонтан» ця ділянка отримала у 1830-х роках XIX століття, після спорудження першої черги Спаського водопроводу — від третього «водомета» до будинку головного командира. Походження назви пояснювалося тим, що, нібито, автор проєкту інженер Рокуро не вивчив достатньо ґрунти і породи, в яких були прокладені галереї. Труби через це зазнали руйнувань, а «вода пішла в пісок». Однак це не більше, як легенда. Джерело і водопровід справно працювали і давали воду ще у 1860-х роках. Але для того, зрозуміло, довелося заглушити природний стік води у Бузький лиман і направити воду по трубам. Зникнення видимого струменю води у старому джерелі і породило у жителів назву «Сухий Фонтан». Ця назва зафіксована у 1833 року в офіційному листуванні адмірала Олексія Грейга. Згодом назва закріпилася за всією прилеглою ділянкою, як «Сухий Фонтан». На початку XX століття в урочищі Сухий фонтан був сад імператорського російського товариства садівництва. У 1930-ті роки топонім «Сухий Фонтан» поширився на район колишнього Спаського адміралтейства та Спаських казарм.
26 грудня 2024 року до мікрорайону Сухий Фонтан відкритий новий тролейбусний маршрут № 3 (мікрорайон «Північний» — БК Будівельників). Маршрут працює лише у будні, який є зручним як для медичного персоналу та пацієнтів міської лікарні № 4, так і для школярів мікрорайону.

## Основні вулиці
- Вулиця Вадима Благовісного
- Вулиця Шосейна
- Вулиця Нікольська
- Вулиця Спортивна
- Спаський спуск
- Вулиця Терасна (колишня — Сухий Фонтан)[2]